# オックスファム

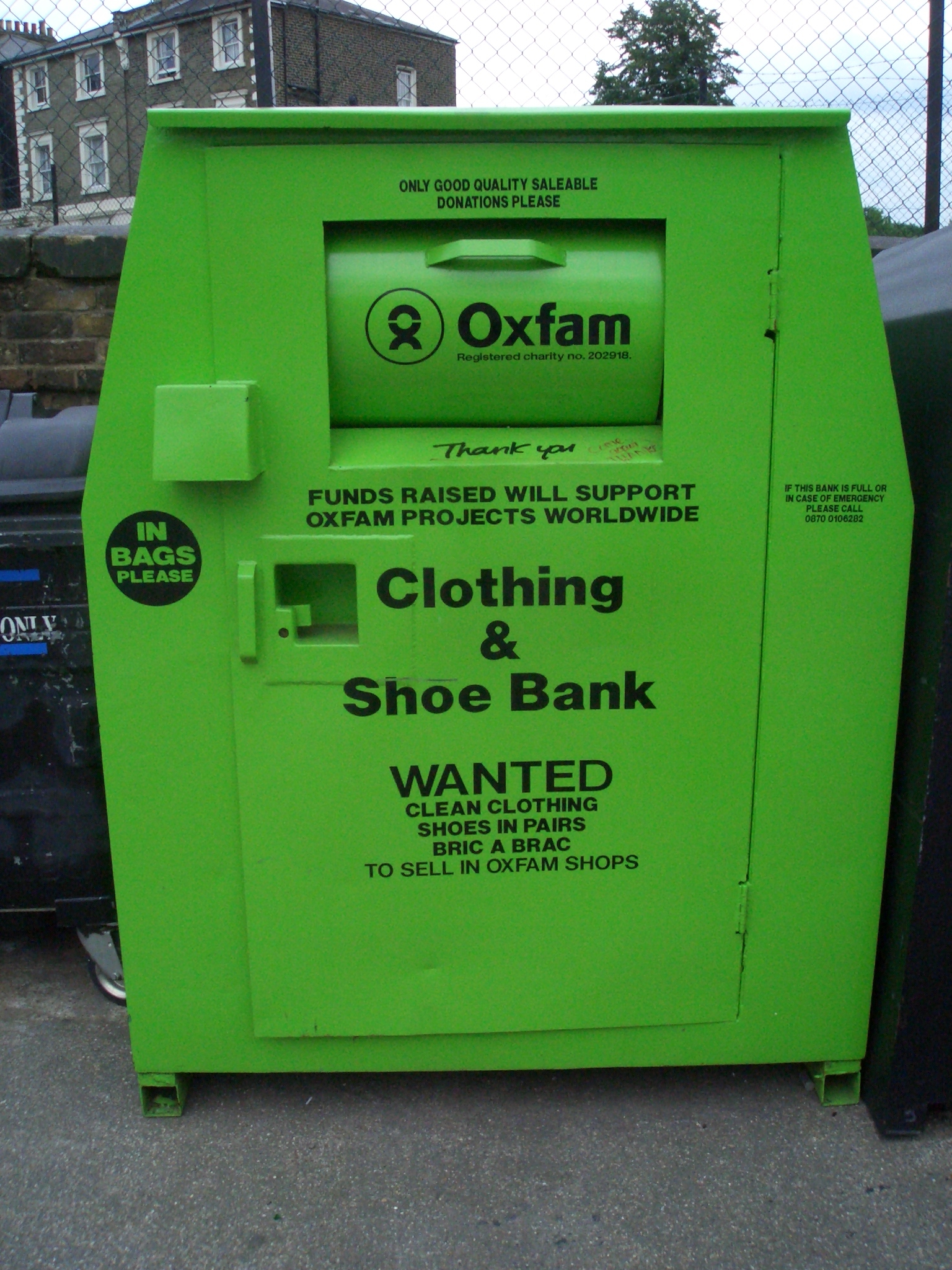
衣服および靴の提供箱

オックスファム・インターナショナル(Oxfam International)は20の組織から編成される、貧困と不正を根絶するための持続的な支援・活動を90カ国以上で展開している団体である。

## 歴史

オックスファムの設立は第二次世界大戦下の1942年、英国のクエーカー教徒、社会活動家、オックスフォード大学の教育関係者が中心となり、「オックスフォード飢餓救済委員会(Oxford Committee for Famine Relief)」を立ち上げたことから始まる。大戦中、英国全土で産声を上げた「全国飢餓救済委員会」の支部として地元市民が組織され、当時、ナチス支配下にあったギリシャの餓えに苦しむ国民を英国政府は助けるべきと説得をしたことで知られている。
1963年のカナダをきっかけに海外にも事務局が立ち上がり、各大陸で活動が活発になっていった。
1965年に組織名称を「オックスフォード飢饉救済委員会(Oxford Committee for Famine Relief)」から、電報で使用していた省略形「オックスファム(Oxfam)」へと変更。
1990年代以降、オックスファム・インターナショナルの活動に賛同するパートナー（各NGO,民間企業など）は3000組を超える。

## 日本法人
特定非営利活動法人オックスファム・ジャパンは、2003年に日本で活動を開始した。
経営資源上の問題が悪化したことから2018年3月に理事会として解散の方向性を決定し、2018年9月30日をもって解散した。これまで集めた寄付は2016年の熊本地震後、現地でスタートした母子支援活動への寄付とオックスファムが世界で行う人道支援活動に使うとしている。
2018年7月3日に公表した2017年度年次報告書では経常収益5171万5438円に対し事業費・管理費として6364万4845円を支出した他、固定資産除却損等を計上し、約1200万円以上の財産減少が発生した。その結果正味財産が約37万円と経営状況が悪化していた。
その後オックスファム・ジャパンが2010年より開始した若者や学生を主な対象としたユースプログラムを発端とした『CHANGE ネットワーク』が2018年10月に誕生した。

## 活動
設立のきっかけは、飢餓に苦しむ人々へ食料を供給することだったが、飢餓を引き起こす要因に対して戦略的な解決法を提言するようになった。食料や医療品の提供に加えて、人々が自立できるように様々な機器を提供したり、フェアトレードの促進などにも積極的に取り組む。
活動は主に次の3つに分類される。
1. 仕事を創り出す
長期にわたって貧困に苦しむ地域を活性化させるきっかけとして、持続可能な解決方法をそこに暮らす人々のニーズに合わせて割り出す。
2. 人道的支援
内紛であったり、自然災害であったりと一時的な災難に見舞われた人々の支援（支援が得られない場合、1つ目の長期的な貧困に陥りやすいため）や、飲み水の供給、衛生的支援。
3. 広報・宣伝
ロビー活動、アドボカシー、キャンペーンなどを通して地域レベル、国家レベル、そして国際的なレベルで政治や政策における決断への発言力、影響力を増す活動。

## 不祥事

### 児童買春、および隠蔽
2018年2月11日、英紙タイムズは、2011年に男性職員がカリブ海のハイチで大地震被災者のための支援活動中に買春をしたとの調査報道を行った。未成年の女性が含まれていたとの未確認情報もある。さらに、同団体の職員らが南スーダンで女性をレイプ、リベリアで性的虐待、チャドで買春した疑いが明らかになり、副事務局長を務めていたペニー・ローレンスが引責辞任した。また、女性職員に対するセクハラ・性的暴行や、不祥事の告発者に対する嫌がらせがあったこと、その際の組織的対応が遅れたことも明らかになっている。

## 募金・寄付

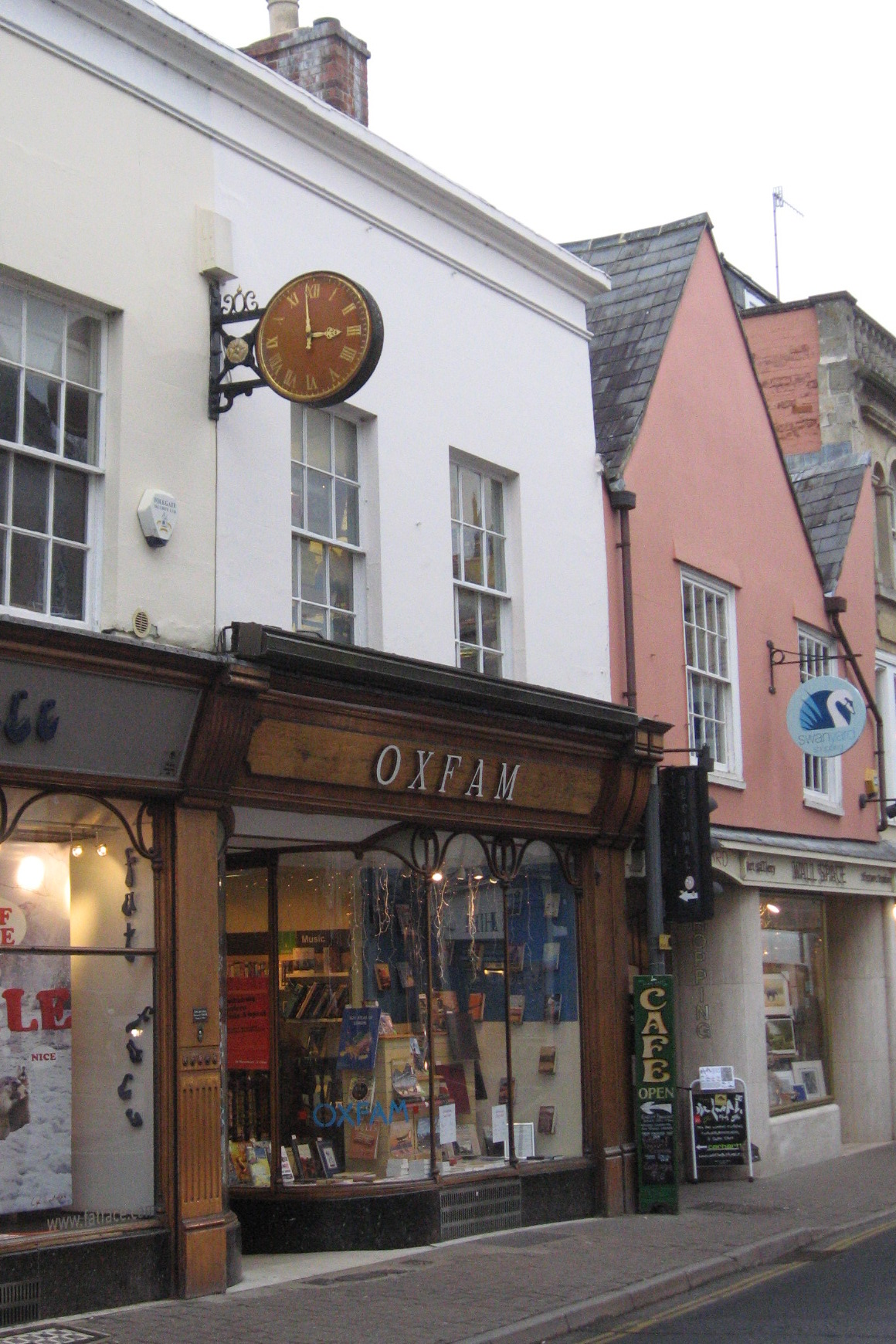
イングランドにあるショップ

オックスファムの募金活動は多岐にわたる。英国では50万人以上が定期的に金銭的な寄付をしたり、オックスファムのショップ（世界で1万5000軒にのぼる）で買い物をするなどして活動資金を集める活動に参加している。また、故人となった支援者の遺言で資産が寄付されるケースも多い。
また、毎年ロンドンで開催されるロンドンマラソンの参加者も、オックスファムへの募金呼びかけで完走を目指したり、夏に開催されるグラストンベリー・フェスティバル（音楽）の会場でボランティアが警備員として自らの時間を提供する対価として、オックスファムに主催者から寄付がおこなわれる。
100キロを2日以内で歩くトレイルウォーカー（イベント）も香港、オーストラリア、ニュージーランド、オランダ、英国、日本、カナダ、ベルギー、アイルランドなどで毎年、開催されている。